# Juan Fernández-szigeteki tüskefarkú
A Juan Fernández-szigeteki tüskefarkú (Aphrastura masafuerae) a madarak (Aves) osztályának verébalakúak (Passeriformes) rendjébe és a fazekasmadár-félék (Tyrannidae) családjába tartozó faj.

## Rendszerezése
A fajt Rodolfo Armando Philippi és Christian Ludwig Landbeck írták le 1789-ben, a Synallaxis nembe Synallaxis Masafucrae néven.

## Előfordulása
Dél-Amerikában, Chiléhez tartozó Juan Fernández-szigetek egyikén, az Alejandro Selkirk-szigetén honos. Természetes élőhelyei a mérsékelt égövi erdők, szubtrópusi cserjések, folyók és patakok környékén. Állandó nem vonuló faj.

## Megjelenése
Testhossza 15 centiméter.

## Természetvédelmi helyzete
Az elterjedési területe rendkívül kicsi, egyedszáma 50-249 példány közötti, viszont stabil. A Természetvédelmi Világszövetség Vörös listáján súlyosan veszélyeztetett fajként szerepel.